# Trondhjemiet

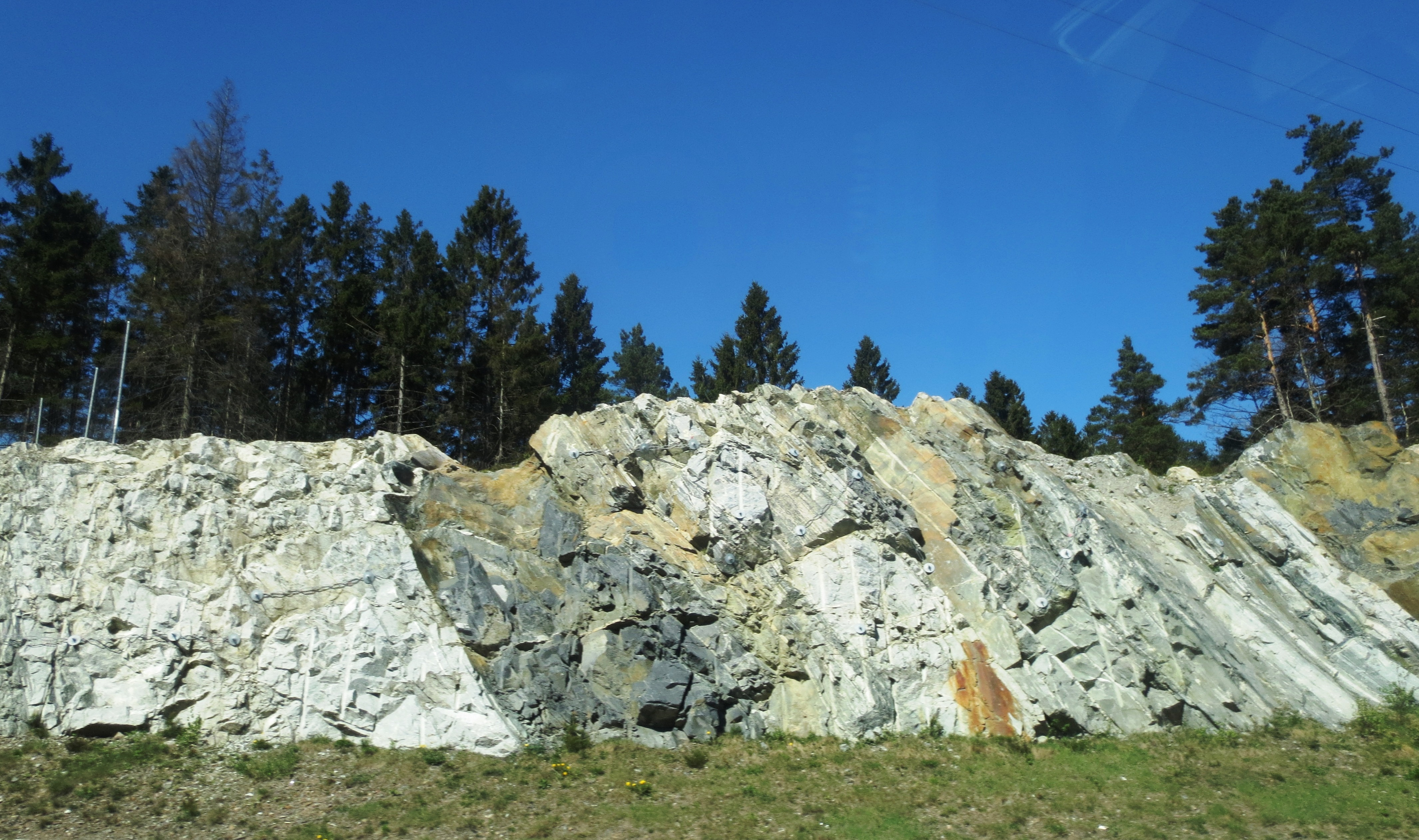
Trondhjemiet in de buurt van Grimstad, Noorwegen

Trondhjemiet is een lichtgekleurd, graniet-achtig, felsisch stollingsgesteente met een faneritische textuur, dat wil zeggen dat individuele kristallen met het blote oog zichtbaar zijn. Trondhjemiet is een dieptegesteente met dezelfde samenstelling als adakiet. Het is relatief rijk in natriumhoudende plagioklaas, vooral oligoklaas. Daarnaast bevat het meestal veel kwarts, een kleine hoeveelheid biotiet, en vrijwel geen kaliveldspaat. De IUGS classificeert trondhjemiet als een synoniem van tonaliet, maar dit heeft alleen betrekking op de scheikundige samenstelling. 
Trondhjemiet komt voornamelijk voor in Archeïsche terreinen in kratons en is dan meestal onderdeel van een afwisseling met tonaliet en granodioriet (zogenaamde TTG-complexen: tonaliet, trondhjemiet, granodioriet). Stollingsgesteente uit het vroegste deel van de Aardse geschiedenis is ten opzichte van "moderne" graniet relatief rijk in natrium ten opzichte van kalium. Dit uit zich in het veel voorkomen van tonaliet en trondhjemiet in Archeïsche korst. Na het Archeïcum (vanaf 2,5 miljard jaar geleden) steeg het K/Na-ratio van stollingsgesteente. Trondhjemiet wordt nog steeds gevormd: naast Archeïsche kratons komt het ook voor in jongere delen van de aardkorst, met name in en rondom subductiezones.
De naam trondhjemiet is in 1916 ingevoerd door de Noorse geoloog Victor Moritz Goldschmidt. Hij noemde het gesteente naar de stad Trondheim, omdat het in de omgeving van Trondheim veel voorkomt. Destijds werd de naam van de stad gespeld als "Trondhjem".
Trondhjemiet wordt gewonnen als natuursteen: het wordt gebruikt voor de bekleding van muren en vloeren.